# Ускоритель (ракетостроение)

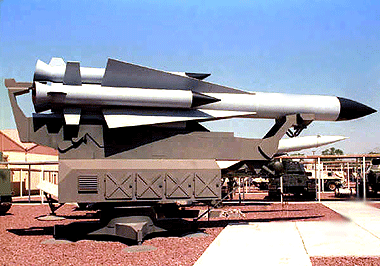
Ракета, входящая в комплекс С-200, снабжена 4 твердотопливными ускорителями (слева)

Ускоритель — дополнительное, обычно одноразовое и сбрасываемое (крепится на пироболтах), реактивное устройство, включаемое при старте летательного аппарата, для ускорения его разгона или сокращения разбега при взлёте.
Чаще всего исполняется в виде одноразовой твердотопливной ракеты (РДТТ) — твердотопливный ускоритель (ТТУ), с мощным импульсом и непродолжительным временем горения; однако, как например, на космической многоразовой системе «Спейс шаттл» может быть практически полноценной первой ступенью, используемой после перезарядки новым топливом до 10 раз.

## История
Первыми были, по всей видимости[уточнить], немцы: Хуго Юнкерс в 1928 году испытал гидросамолёт с пороховым ускорителем взлёта.
В 1939 году американская частная Авиационная лаборатория Гуггенхайма при Калифорнийском технологическом институте (GALCIT) получила от Национальной академии наук США заказ на исследование взлётных ускорителей для самолётов. Началась программа Jet-Assisted Take Off (JATO). В том же году развернули постройку нескольких образцов: пороховой, ЖРД с самовоспламеняющимися компонентами и твердотопливный заряд с подачей жидкого окислителя. 

Первое успешное применение смесевого топлива произошло в начале августа 1941 года, когда ускоритель для взлёта, который горел 12 сек., испытали, на лёгком самолёте ERCO Ercoupe.
В первой половине 1940-х годов в США проводились также эксперименты по применению жидкостных ракетных ускорителей. Основная область применения — бомбардировщики и транспортные самолёты: например, специально созданный для этих целей компанией Aerojet ЖРД-ускоритель 25ALD-1000 JATO устанавливался на лёгкий поршневой бомбардировщик Douglas A-20 Havoc. В дальнейшем улучшенная версия 25ALD-1000 устанавливалась на поршневые самолёты В-24, В-25, С-40 и Р-38.
Разработки по этой теме в Германии начались ещё в 1937 году, а в 1939 году в США были дополнительно закуплены технологии, ускорившие процесс. При работе ракетных двигателей различных схем используются довольно много различных химических веществ, составов и компонентов. Это топлива, окислители, катализаторы, монотоплива, стабилизаторы и т. д., для удобства работы немецкие учёные и инженеры, занимавшиеся ракетной техникой, присвоили каждому элементу из имеющегося у них списка своё специальное наименование, состоявшее из одной буквы и слова «Stoff» (B-Stoff, C-stoff, T-Stoff, Z-Stoff). С началом Второй мировой войны, и особенно в её второй половине, когда многие немецкие аэродромы выводились из строя в результате бомбардировок, ракетные ускорители довольно широко применялись в немецкой авиации, тем более что номенклатура их производства германской промышленностью была достаточно большой.
В частности, их использовали для старта бомбардировщиков (в том числе вновь созданных, с реактивными двигателями, которые не могли пока ещё обеспечить достаточную тягу), или для старта тяжёлых военных планеров типа Gotha Go 242 или Messerschmitt Me.323 Gigant. Применялись как ускорители на основе ЖРД, так и РДТТ (среди твердотопливных достаточное распространение получили стартовые ракетные ускорители фирмы Rheinmetall-Borsig AG).
В качестве жидкостного стартового ускорителя широкое распространение получило устройство разработанное фирмой Hellmuth Walter Kommanditgesellschaft (HWK) под наименованием HWK-109-500 (RII.201/202b). Семейство HWK-109-500/501 получило название Starthilfe, что в переводе с немецкого означает «помощь при старте». Главная особенность HWK-109-500 в том, что это был однокомпонентный ЖРД.  Время работы HWK 109—500 оставляло около 30 сек, тяга 500 кгс, собственный вес 125 кг. Всего за время войны было изготовлено более 6000 единиц.
Агрегат оказался очень надёжным — всего за время эксплуатации было произведено около 3000 стартов самолётов и планеров с такими ускорителями и при этом не зафиксировано ни одного серьёзного отказа. HWK 109—500 применялся на многих самолётах и планерах, наиболее часто на реактивном бомбардировщике-разведчике Arado Ar 234 Blitz, тяга двигателей которого (Jumo 004) была явно недостаточной и ускорители стали практически постоянной принадлежностью этого самолёта.
Первоначально ускорители после отработки оставались на самолёте, однако несколько позже систему доработали и появилась возможность их сброса и спуска на парашютах.
в СССР
В СССР впервые применение пороховых стартовых ракетных ускорителей было освоено на учебном самолёте У-1, испытания проводились в марте 1931 года. На нижнее крыло биплана У-1 были установлены два ускорителя (по одному с каждой стороны), созданных в ленинградской газодинамической лаборатории (ГДЛ) под руководством В. И. Дудакова. 

Работы продолжились в октябре 1933 г., когда твердотопливные ускорители конструкции В. И. Дудакова были опробованы на тяжёлом бомбардировщике ТБ-1 (АНТ-4). Они устанавливались на крыле по три штуки на каждой консоли. Длина разбега бомбардировщика сократилась практически на 80 %, с 280 до 55 м.
В дальнейшем, эксперименты с пороховыми ракетными ускорителями, применяемыми уже не для старта, а для кратковременного увеличения скорости полёта, проводились в 1935-36 гг. на самолётах И-4 (АНТ-5) и И-15, а в 1943 г. — на бомбардировщике Пе-2.
с начала 30-х осуществлялась разработок и испытания самолётов с ЖРД-ускорителями, устанавливаемыми в комплекте с поршневым двигателем и предназначался для кратковременной работы в течение нескольких минут (И-4 с двумя ЖРД ОРМ-52 конструкции В. П. Глушко; Пе-2РД (РУ) с ЖРД РД-1; Ла-7Р, Як-3РД, Ла-5ВИ, Су-7, Ла-120Р).
Несмотря на то, что в испытательных полётах был достигнут ощутимый прогресс в улучшении лётных характеристик самолётов (например увеличение скорости до 100 км/ч и более), программа использования ЖРД в качестве ракетных ускорителей была свёрнута в 1946 году.
В дальнейшем, актуальность применения ускорителей повысилась с появлением необходимости транспортировки ядерного оружия и введением в эксплуатацию самолётов с воздушно-реактивными двигателями, которые ещё не обладали высокими тяговыми характеристиками. Проводилось немало экспериментов по использованию ускорителей на самолётах различного назначения.
В дальнейшем, с середины 50-х годов, когда был уже набран достаточный опыт в строительстве ЖРД, как в СССР, так и на Западе создавались экспериментальные самолёты с ЖРД-ускорителями в качестве вспомогательных двигателей. Некоторые из них использовались для изучения проблем полёта на сверхзвуке, некоторые в качестве тренировочных самолётов, другие планировались к серийному выпуску для использования в ВВС. Однако ни один из них серийным боевым самолётом так и не стал.
50-е: работы по исследованию возможности безаэродромного старта самолётов (В США практикуется название «точечный» или «нулевой старт»: zero-length launch system или zero-length take-off system (ZLL, ZEL, ZELL)); в СССР подобные работы начаты в 1959 г.

## Применение в авиации
Сбрасываемые ТТУ, у самолёта или БПЛА.
- корабельная система САМ ship, применявшуюся на некоторых британских торговых судах во время Второй Мировой войны при следовании их в северных морских конвоях.
- тяжёлые военные планеры: Gotha Go 242, Messerschmitt Me.323 Gigant — до 1945 г.
- Me.262 (в модификациях истребителя-перехватчика) оснащался двумя твердотопливными или жидкостными стартовыми ускорителями) — до 1945 г.
- бомбардировщик-разведчик Arado Ar 234 Blitz — до 1945 г.
- бомбардировщик Boeing B-47B — 50-е
- C-130 Hercules[4][5]

## Применение в ракетостроении
- в ракетах ПВО (ракета комплекса С-200 и пр.[6]; МБР

В космической технике — разгонный блок:
- первая ступень системы «Спейс шаттл» (многоразовая)

## Преимущества и недостатки
Достоинства — простота конструкции, хранения (долговременность) и эксплуатации.
Недостатком твердотопливных ускорителей является большая сложность управления процессом горения и невозможность их отключения, пожароопасность, взрывоопасность.
По официальной версии следственной комиссии неисправность кольцевого уплотнения корпуса бокового ускорителя МТКК «Спейс шаттл» стала причиной гибели космического корабля «Челленджер» в 1986 году.